# Phytosciara uncata
Phytosciara uncata är en tvåvingeart som beskrevs av Yang, Zhang och Yang 1993. Phytosciara uncata ingår i släktet Phytosciara och familjen sorgmyggor.
Artens utbredningsområde är Guizhou (Kina). Inga underarter finns listade i Catalogue of Life.